# Sanyo MBC-550

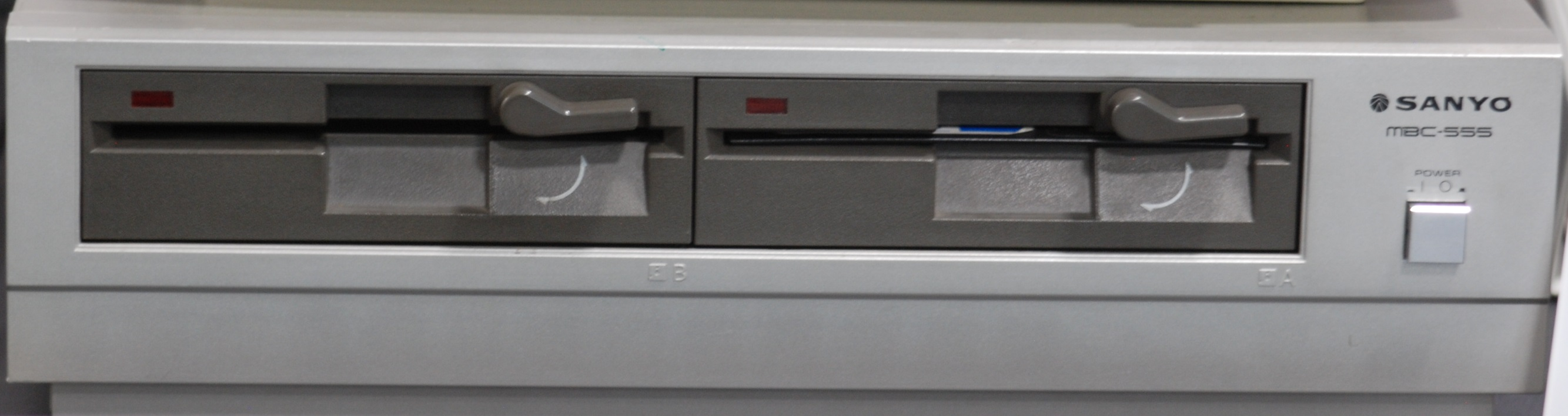
Frontale del modello MBC-555

Il Sanyo MBC-550, e sua variante MBC-555, è un personal computer prodotto dalla Sanyo nel 1984 circa.
Sebbene non fosse dichiaratamente un IBM compatibile, utilizza lo stesso processore Intel 8088 e sistema operativo MS-DOS dei PC IBM, e rappresentava un'alternativa a questi, sempre per la fascia professionale, ma a costo molto inferiore. Effettivamente non è compatibile, per via di restrizioni hardware, con la maggior parte della grande quantità di software che era disponibile per i PC IBM.
Il case è di tipo orizzontale, di dimensioni 375x355x108 mm, con tastiera e schermo indipendenti e con lettore di floppy disk da 5,25" integrato sul davanti; il modello MBC-555 differisce per la presenza di due lettori da 5,25" affiancati. Il processore è l'8088 a 3,6 MHz, la RAM 128 kB espandibile, il video 80x25 caratteri o alta risoluzione 640x200 pixel a 8 colori. Era fornito con MS-DOS, BASIC Sanyo (variante del Microsoft BASIC), WordStar e CalcStar su dischetto.